# Кушнер, Дэйв
Дэвид «Дэйв» Кушнер (англ. David "Dave" Kushner; 16 ноября 1966, Лос-Анджелес, Калифорния) — американский гитарист, наиболее известен по выступлениям в группе Velvet Revolver.
Кушнер играл в таких группах как Wasted Youth, Electric Love Hogs, Loaded, Danzig, работал вместе с Дэйвом Наварро в проекте Jane's Addiction, Sugartooth, Zilch, также записывался с такими группами как Infectious Grooves, Cyco Miko. Вместе с гитаристом Scars on Broadway, Френки Пересом, записал несколько песен под псевдонимом DKFXP (инициалы Переса и Кушнера).
Кушнер также записывает музыку для кино и телевидения. Из наиболее известных его работ: «Sons of Anarchy» на телеканале FX (премия Эмми в 2009 году, а в 2009 году премия ASCAP), в сотрудничестве с композитором Джоном О’Брайеном записал музыку для таких фильмов как Четыре Рождества, Формула любви для узников брака и для сериала «Детроит 1-8-7» на ABC. Вместе с творческим директором Fox, Дейвом Уорреном, и директором сегмента Симпсоны, Ральфом Соса, разрабатывал «Кодекс Братана» для сериала Как я встретил вашу маму.
В 2009 году Кушнер был включён в «Один из 50 незамеченных величайших гитарных героев» (англ. One of The 50 Greatest Unsung Guitar Heroes Ever) по версии журнала Total Guitar.

## Юность
Родился 16 ноября 1966 года в Лос-Анджелес, штат Калифорния. В средней школе Дэйв учился вместе со Стивеном Адлером, Джиной Гершон, Ленни Кравицем, и давним другом — Слэшем. Там же, Дэйв взял первые уроки гитары. После окончания средней школы, в возрасте 18 лет Кушнер продолжил обучение в музыкальной школе, до 20 лет, когда поучаствовал в записи первого альбома. До группы Wasted Youth, Кушнер играл в таких коллективах как Cathay De Grande, The Masque, Darbys, The Starwood и Tower Video.

## Wasted Youth
Группа Wasted Youth выпустила свой второй альбом Black Daze 1 января 1988 года в студии Medusa Record. Состав группы сильно изменился по сравнению с предыдущим альбомом. Среди новых музыкантов был и Дэйв Кушнер. Он пришёл в группу как гитарист, но свой первый и последний альбом в этой группе отыграл на басу, за исключением песни On Fire — кавер-группы Van Halen, здесь он играл на ритм-гитаре. Группа даже записала видео на заглавную песню альбома, но оно не прошло на телевидение из-за названия (Good Day For A Hanging).
2 февраля 1988 года Guns n' Roses играли живой концерт на MTV. На нём соло-гитарист Слэш надел майку Wasted Youth.

## Infectious Grooves
Примерно через год сотрудничества с Wasted Youth пути группы и Кушнера разошлись. Вскоре Кушнер, вместе с Майком Мьюиром (в дальнейшем их сотрудничество продолжится) и другими участниками группы Suicidal Tendencies участвовал в проекте Infectious Grooves. Кушнер был одним из приглашённых гостей в альбоме The Plague That Makes Your Booty Move...It's the Infectious Grooves, вышедшем 9 октября 1991 года. Впоследствии группа выпустила 4 альбома и собирается выпускать 5-й, но без участия Кушнера.

## Electric Love Hogs
В 1992 году Дэйв Кушнер присоединился к группе Electric Love Hogs. Изначально она была собрана как кавер-группа друзьями из Сан-Диего: Джоном Фельдманом, Крисом Лемье и Бобби Хьюитом. Вместе с Кушнером к группе присоединился Донни Кэмпион.